# Arrels profundes (sèrie de televisió)
Arrels profundes (anglès: Shane) és una sèrie de televisió de western estatunidenca que es va emetre a ABC el 1966. Es va basar en el llibre homònim de 1949 de Jack Schaefer i la pel·lícula clàssica de 1953 protagonitzada per Alan Ladd. David Carradine va retratar el personatge titular de la sèrie de televisió, un antic pistoler i de vegades proscrit que agafa una feina com a assalariat al ranxo d'una dona vídua, el seu fill i el seu sogre. S'ha doblat i subtitulat al català.

## Repartiment
- David Carradine com a Shane
- Jill Ireland com a Marian Starett
- Chris Shea com a Joey Starett
- Tom Tully com a Tom Starett
- Bert Freed com a Rufe Ryker
- Sam Gilman com a Grafton
- Owen Bush com a Ben
- Lawrence Mann com a Harve
- Ned Romero com a Chips